# Andrea Ghez
Andrea Mia Ghez (n. 16 iunie 1965, New York City, New York, SUA) este o astronomă americană, profesoară la Departamentul de Fizică și Astronomie de la University of California, Los Angeles.
În 2020, a fost distinsă cu Premiul Nobel pentru Fizică, alături de Roger Penrose și Reinhard Genzel, „pentru descoperirea unui obiect supermasiv compact în centrul galaxiei noastre” (Sagittarius A*).

## Copilărie și studii
Ghez s-a născut în New York, avându-i ca părinți pe Susanne (născută Gayton) și Gilbert Ghez. Tatăl ei, de origine evreiască, s-a născut la Roma (Italia), într-o familie originară din Tunisia și Frankfurt (Germania). Mama provenea dintr-o familie irlandeză din North Attleborough, Massachusetts.
Ghez a crescut la Chicago și a frecventat University of Chicago Laboratory Schools. Aselenizările din programul Apollo au inspirat-o să devină prima femeie astronaut, un vis încurajat și de mama ei. De asemenea, a considerat-o ca model de urmat pe profesoara sa de chimie din liceu.
La facultate, a început să studieze matematica, mai târziu specializându-se în fizică. A obținut o diplomă de licență în fizică de la Massachusetts Institute of Technology în 1987 și doctoratul, sub conducerea lui Gerry Neugebauer, la California Institute of Technology în 1992.

## Carieră
În 2004, Ghez a fost aleasă ca membru al National Academy of Sciences, iar în 2019 ca Fellow al American Physical Society (APS).
A apărut în numeroase materiale documentare și de mass-media. Documentarele au fost produse de organizații precum BBC, Discovery Channel, The History Channel și PBS. În cadrul proiectului non-profit The My Hero Project, a fost recunoscută ca „erou în științe”. În 2004, revista Discover a catalogat-o pe Ghez ca fiind una din cei 20 de oameni de știință din Statele Unite cu cea mai mare expertiză în domeniile lor respective.

## Viață personală
Andrea Ghez este căsătorită cu Tom LaTourrette, geolog și cercetător la corporația RAND. Cuplul are doi fii. Ghez practică activ înotul la Clubul de înot Masters.

## Premii
- Premiul Annie J. Cannon în astronomie (1994)[36]
- Premiul Packard Fellowship (1996)[37]
- Premiul Newton Lacy Pierce în astronomie al Americal Astronomical Society (1998)
- Premiul Maria Goeppert-Mayer al American Physical Society (1999)[38]
- Premiul Sackler (2004)[39]
- Gold Shield Faculty Prize pentru Excelență Academică (2004)[40]
- Premiul Marc Aaronson (2007)
- Bursa MacArthur (2008)[41]
- Premiul Crafoord în astronomie (2012)[42]
- Academia Regală Suedeză de Științe (2012)[43]
- Medalia Baker a Royal Society (2015)[44]
- Doctorat onorific în științe, Universitatea din Oxford (2019)[45]
- Fellow al American Physical Society (2019)[31]
- Legacy Fellow al American Astronomical Society (2020)[46]
- Premiul Nobel pentru fizică (2020)[47]

## Publicații (selecție)
- Ghez, Andrea M.; Neugebauer, Gerry; Matthews, K. (1993). „The Multiplicity of T Tauri Stars in the Taurus-Auriga & Ophiuchus-Scorpius Star Forming Regions: A 2.2 micron Imaging Survey” (PDF). Astronomical Journal. 106: 2005–2023. Bibcode:1993AJ....106.2005G. doi:10.1086/116782.
- Ghez, Andrea M.; White, Russel J.; Simon, M. (1997). „High Spatial Resolution Imaging of Pre-Main Sequence Binary Stars: Resolving the Relationship Between Disks and Close Companions”. Astrophysical Journal. 490 (1): 353–367. Bibcode:1997ApJ...490..353G. doi:10.1086/304856.
- Ghez, Andrea M.; Klein, B. L.; Morris, M.; Becklin, E.E. (1998). „High Proper Motions in the Vicinity of Sgr A*: Evidence for a Massive Central Black Hole”. Astrophysical Journal. 509 (2): 678–686. Bibcode:1998ApJ...509..678G. doi:10.1086/306528.
- Ghez, A. M.; Morris, M.; Becklin, E. E.; Tanner, A.; Kremenek, T. (2000). „The Accelerations of Stars Orbiting the Milky Way's Central Black Hole”. Nature. 407 (6802): 349–351. Bibcode:2000Natur.407..349G. doi:10.1038/35030032. PMID 11014184.
- Ghez, A. M.; Duchêne, G.; Matthews, K.; Hornstein, S. D.; Tanner, A.; Larkin, J.; Morris, M.; Becklin, E. E.; S. Salim (1 ianuarie 2003). „The First Measurement of Spectral Lines in a Short-Period Star Bound to the Galaxy's Central Black Hole: A Paradox of Youth”. Astrophysical Journal Letters (în engleză). 586 (2): L127. Bibcode:2003ApJ...586L.127G. doi:10.1086/374804.
- Ghez, A. M.; Salim, S.; Weinberg, N. N.; Lu, J. R.; Do, T.; Dunn, J. K.; Matthews, K.; Morris, M. R.; Yelda, S. (1 ianuarie 2008). „Measuring Distance and Properties of the Milky Way's Central Supermassive Black Hole with Stellar Orbits”. Astrophysical Journal (în engleză). 689 (2): 1044–1062. Bibcode:2008ApJ...689.1044G. doi:10.1086/592738.